# 中正大路
中正大路（英文：Jhongjheng Avenue）是屏東縣枋寮鄉南端的南北向主要道路，本道路行經枋寮市區外環，沿途跨越北勢溪及南迴鐵路，全線屬台1線屏鵝公路。起端於中山路二段、中華路口，前端銜接中山路二段屬台1線北上至水底寮、佳冬鄉及連結台17線臨海路往林邊鄉、東港鎮。途中於縣道185號路口成T字交叉，可轉接沿山公路往北沿中央山脈西側到春日、來義鄉等山區鄉鎮。末端接枋寮大橋北端跨越率芒溪（士文溪）至枋山鄉。而台1線續行經枋寮大橋南端延續屏鵝公路其無路名經加祿－南勢湖段抵南勢湖橋北端（部分商家及機關亦稱為加祿路），由南和路接續南下。為枋寮鄉往來水底寮、枋山鄉及楓港的重要道路。因中正大路往南接行經枋山鄉抵恆春半島、墾丁國家公園及連結台9線南迴公路往臺東縣。所以也是屏東縣南方往來聯外重要的外海長途路段之一。

## 沿線設施
（由北至南，包括枋山鄉加祿－南勢湖段）
- 枋寮鄉
  - 水底寮（地利社區）
  - 屏143線中山路二段、屏142線中華路
  - 台灣中油千越加油站枋寮站（中山路二段66號）
  - 自強橋
  - 台灣中油水底寮加油站
  - 博愛橋
  - 沿山公路
  - 華山地藏殿
  - 屏144線隆山路
  - 隆山社區
  - 枋寮陸橋
  - 屏146線金榮路（枋寮陸橋正下方）
  - 枋寮龍安寺（中正大路66之1號）
  - 豐隆橋
  - 屏143線中山路
  - 枋寮養護中心
  - 台灣水果意象館
  - 台塑石油桂格加油站
  - 枋寮大橋
- 枋山鄉
  - 加祿社區
  - 中華民國空軍加祿堂營區
  - 屏145線
  - 東隆堂加祿分店
  - 台灣中油加祿加油站
  - 統一超商加祿堂門市（加祿路155號）
  - 萬巒豬腳大王加祿分店（加祿路155號）
  - 七里香甕仔雞枋山店（加祿路157之1號）
  - 水果妹遊覽休息站
  - 屏東縣政府警察局枋寮分局加祿派出所
  - 屏東縣枋山鄉加祿國民小學
  - 加祿車站（加祿村會社路53號）
  - 嘉和社區
  - 萬應公祠
  - 南勢湖橋

## 本道路交通
- 國光客運
  - 1773 高雄（捷運鳳山國中站）－屏東－枋寮－恆春
- 屏東客運
  - 8205 屏東－萬丹－東港－枋寮－恆春
  - 8239 屏東－內埔－竹田－潮州－恆春（不經竹田鄉公所）
- 高雄客運、屏東客運、中南客運、國光客運聯營
  - 9117「墾丁列車」（經台17線）
    - 高雄客運、屏東客運、中南客運：高鐵左營站－高雄火車站－高雄國際機場－林園－東港－林邊－枋寮－楓港－恆春－墾丁
    - 國光客運：高雄客運自立站－高雄火車站－高雄國際機場－林園－東港－林邊－枋寮－楓港－恆春－墾丁

  - 9188（經台88線、國道三號）
    - 高鐵左營站－高雄火車站－林邊－枋寮－楓港－墾丁－鵝鑾鼻

  - 9189「墾丁快捷」（經鼎金系統交流道、台88線、國道三號）
    - 高鐵左營站－大鵬灣－枋寮－楓港－恆春－墾丁